# Barbara oleśnicka
Barbara (ur. 1465, zm. po 30 listopada 1479) – księżniczka oleśnicka.
Barbara była jedynym dzieckiem Konrada IX Czarnego i Małgorzaty, córki Siemowita V mazowieckiego.
Po śmierci ojca (zm. 1471) jako spadkobierczyni Piastów oleśnickich znalazła się pod opieką bezdzietnego stryja Konrada X Białego. Latem 1472 stryj zaręczył ją z Albrechtem synem księcia ziębickiego i hrabiego kłodzkiego Henryka I Starszego. Przy tej okazji Konrad X sprzedał Henrykowi za 9000 guldenów swoje górnośląskie posiadłości: Koźle, Toszek i Bytom. Zaręczyny Barbary z Albrechtem zostały jednak zerwane. Ostatnia wzmianka o Barbarze pochodzi z 30 listopada 1479. Zmarła zapewne niedługo później.